# かかって来なさい/OVER DRIVE
「かかって来なさい/OVER DRIVE」（かかってきなさい/オーバー・ドライブ）は、2018年12月25日にT-Palette Recordsから発売、および配信されたアップアップガールズ(2)の5枚目のシングル。

## 概要
- 中沖凜ラスト参加シングル。
- つんく♂（シャ乱Q）をプロデューサーに迎えた3作連続シングルの第2弾[2]。

## 収録曲
1. かかって来なさい
作詞・作曲：つんく、編曲：大久保薫
2. OVER DRIVE
作詞：PandaBoY、作曲：michitomo、編曲：かずぼーい
3. 両想いの♡しるし
作詞：NOBE、作曲：michitomo、編曲：金井奏馬
4. かかって来なさい（Instrumental）
5. OVER DRIVE（Instrumental）
6. 両想いの♡しるし（Instrumental）